# Reto Salimbeni

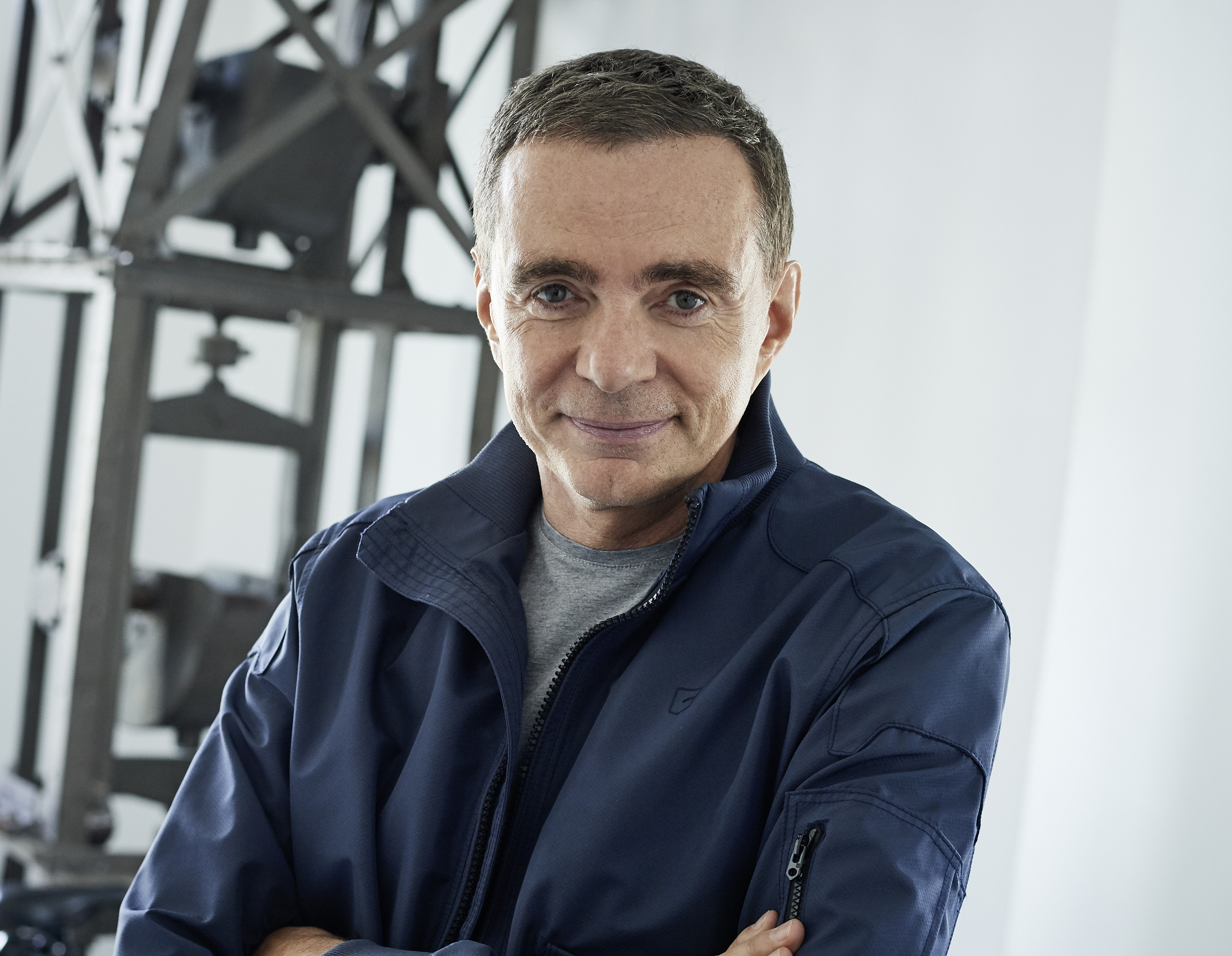
Reto Salimbeni

Reto Salimbeni (* 28. Juli 1958 in Thalwil, Kanton Zürich) ist ein Schweizer Regisseur, Drehbuchautor und Filmproduzent. Salimbeni wuchs in Zürich und Bologna auf. Er schloss 1979 die Handelsschule in Zürich ab und begann danach seine Filmkarriere.

## TV-Serien
Mack & Moxy
Im Jahr 2015 stieß Reto Salimbeni als Director und Associate Producer zum Team von Mack & Moxy. In Zusammenarbeit mit Non-Profit-Organisationen (Rotes Kreuz, Presidents Council of fitness usw.) wurde mit Mack & Moxy eine Show für Kinder produziert. Darin werden in spielerischer Form mit Einsatz von Live Action, Puppen, Robotern und 3D-Animation Themen wie z. B. Bildung, Natur, Tierwelt, Freude am Helfen und Notfallbereitschaft behandelt. Die Premiere von Mack & Moxy war am 20. Februar 2016 auf American Public Television und Netflix.

## Werbefilme
Reto Salimbeni begann als Produktionsleiter für verschiedene Fernsehproduktionen. Im Alter von 24 Jahren produzierte er für das Schweizer Fernsehen das Fernsehspiel „Bereit zum Mord“ von Lesley Darbon. Im selben Jahr drehte Salimbeni ein no-budget Video für die Rockband Trampolin. Das Video wurde zum meistgespielten Video des Jahres. Seine Serie für MTV Headbanger wurde am New York TV & Film Festival für den Grand Prix nominiert. Das amerikanische Fachmagazin Shoots nannte seinen Stil „visual storytelling with a human twist“.
2001 gründete Reto Salimbeni Manifesto Films mit Hauptsitz in Vancouver und Niederlassung in Zürich. Im Jahre 2006 drehte er für die britische Rockband Keane das Musikvideo „Try again“.